# Cethosia baweanica
Cethosia baweanica är en fjärilsart som beskrevs av Hans Fruhstorfer 1912. Cethosia baweanica ingår i släktet Cethosia och familjen praktfjärilar. Inga underarter finns listade i Catalogue of Life.